# Erupción del volcán La Soufrière (San Vicente) de 2021
La Soufrière, un estratovolcán en la isla caribeña de San Vicente en San Vicente y las Granadinas, comenzó una erupción efusiva el 27 de diciembre de 2020. El 9 de abril de 2021 se produjo una erupción explosiva, y el volcán "continuó haciendo erupción explosiva" durante el siguiente días, con flujos piroclásticos. El patrón de actividad de la erupción en curso es comparable al del evento que ocurrió en 1902, que tuvo un Índice de Explosividad Volcánica (VEI) de 4. Se sabe que el volcán ha entrado en erupción 23 veces en los últimos 4.000 años y ha estado inactivo desde 1979.
La evacuación de los habitantes de la isla comenzó cuando comenzaron las explosivas erupciones. Muchos países, incluidas las islas de la región, y organizaciones proporcionaron ayuda y apoyo. Servicios como la electricidad y el agua se vieron gravemente afectados. Las cenizas emitidas y el gas de dióxido de azufre afectaron a la población. La pandemia de COVID-19 dificultó la evacuación y requirió las precauciones habituales de COVID-19 para evitar brotes.

## Fase efusiva
Como volcanes como La Soufrière pueden cambiar repentinamente entre las fases de erupción efusiva y explosiva, los vulcanólogos estuvieron en alerta máxima una vez una erupción efusiva formó un nuevo domo de lava dentro del cráter de la cima el 27 de diciembre de 2020. El domo de lava se creó en el borde oeste-suroeste de un domo anterior que se había formado durante la erupción de 1979. Los funcionarios del gobierno comenzaron a comunicarse con los residentes en el área durante diciembre y enero para revisar los planes de evacuación en caso de que la actividad volcánica se intensificara.
La efusiva erupción continuó hasta enero, tiempo durante el cual la cúpula de lava había crecido. Del 6 al 12 de enero, la cúpula creció y se expandió hacia el oeste, produjo pequeños desprendimientos de rocas y emitió columnas de gas y vapor. La cúpula de lava se había vuelto más alta el 14 de enero y se había expandido hacia el este y el oeste. La vegetación en las paredes internas del cráter este, sur y oeste sufrió daños extensos el 15 de enero, y se estima que la cúpula tenía 90 m (300 pies) de altura, 160 m (520 pies) de ancho y 340 m (1,120 pies) de largo. El 16 de enero, el frente de la cúpula occidental en expansión alcanzó temperaturas de alrededor de 590 °C (1,094 °F). Una pequeña depresión circular en la parte superior del domo de lava estaba liberando emisiones de gas. Del 20 al 26 de enero, la cúpula de lava siguió creciendo, liberando columnas de gas y vapor. La cúpula alcanzó un volumen de 4450 000 m³ (157 000 000 pies cúbicos) el 27 de enero, tiempo durante el cual se estimó en 428 m (1404 pies) de largo, 217 m (712 pies) de ancho y 80 m (260 pies) de alto.

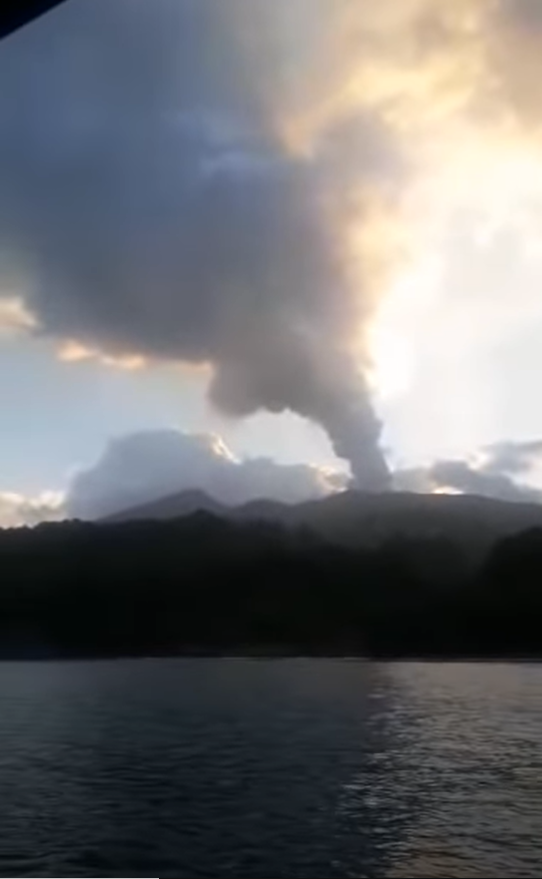
Antes de la primera explosión

En febrero de 2021, la cúpula de lava todavía estaba creciendo activamente, liberando columnas de gas y vapor desde su parte superior. Las emisiones de dióxido de azufre se detectaron por primera vez el 1 de febrero, lo que sugirió que el agua subterránea se estaba secando y ya no interactuaba con las especies gaseosas. Un informe de temperaturas anormalmente más altas y olores a gas llevó a los científicos a visitar el área de las aguas termales de Wallibou el 7 de febrero, donde habían detectado sulfuro de hidrógeno y un aumento de 5-6 grados en las temperaturas. La Organización Nacional para el Manejo de Emergencias (NEMO) le recordó al público que evitara el volcán y que descender al cráter seguía siendo extremadamente peligroso. Para el 12 de febrero, el domo de lava tenía 618 m (2028 pies) de largo, 232 m (761 pies) de ancho y 90 m (300 pies) de alto, alcanzando un volumen de 6830 000 m³ (241 000 000 pies cúbicos).
La cúpula de lava continuó creciendo lentamente y liberando gas y vapor durante marzo de 2021. Para el 22 de marzo de 2021, la cúpula de lava tenía 105 m (344 pies) de altura, 243 m (797 pies) de ancho y 921 m (3022 pies) de largo. Se estaba liberando dióxido de azufre desde la parte superior de la cúpula. El 23 de marzo, la red regional de monitoreo detectó un enjambre de pequeños eventos sísmicos de baja frecuencia que duraron aproximadamente 45 minutos. La causa de este enjambre probablemente se debió al movimiento del magma debajo de la cúpula. Posteriormente, se sintieron una serie de terremotos volcánicos tectónicos en las comunidades vecinas de Fancy, Owia y New Sandy Bay Village. Estos terremotos volcánicos tectónicos duraron hasta el 26 de marzo, cuando solo se detectaron eventos pequeños y de baja frecuencia asociados con el crecimiento del domo de lava.
El crecimiento de la cúpula de lava continuó hasta abril de 2021, tiempo durante el cual el gas y el vapor continuaron subiendo desde su parte superior. Un enjambre de terremotos volcánicos tectónicos más intensos que el anterior comenzó el 5 de abril. Los hechos se sintieron en las comunidades cercanas de Fancy y Chateaubelair. El 8 de abril, luego de un aumento sostenido de la actividad volcánica y sísmica durante los días anteriores, se declaró una alerta roja y se consideró inminente una orden de evacuación emitida como explosión.

## Fase explosiva
Se produjo una erupción explosiva a las 8:41 a. m. AST (12:41 UTC) del 9 de abril de 2021, con un penacho de ceniza que alcanzó aproximadamente 9.800 m (32.000 pies) y se desplazó hacia el este hacia el Océano Atlántico. Aproximadamente 16.000 personas fueron evacuadas del área que rodea el volcán. Una advertencia indicaba que era probable que la erupción "continuara durante días y posiblemente semanas". Esa tarde se informó de otra erupción explosiva, creada por múltiples pulsos de ceniza. El Centro de Investigación Sísmica de la Universidad de las Indias Occidentales (SRC) informó de una tercera erupción explosiva que comenzó la noche del 9 de abril a las 6:45 p. m. AST.
Santa Lucía, Granada, Antigua y Barbados acordaron acoger a los evacuados. El primer ministro Ralph Gonsalves alentó a las personas que evacuan a refugios en otros lugares de San Vicente a recibir la vacuna COVID-19 y dijo que las personas deben ser vacunadas para abordar los cruceros o que se les conceda refugio en otra isla. El canciller venezolano, Jorge Arreaza, anunció a través de Twitter que su país enviaría suministros humanitarios y expertos en riesgos. Carnival Cruise Lines envió Carnival Paradise y Carnival Legend; cada uno tenía capacidad para transportar hasta 1.500 residentes a las islas vecinas. La línea de cruceros Royal Caribbean Group envió Serenade of the Seas y Celebrity Reflection. Solo aquellos que ya han sido vacunados contra COVID-19 serán aceptados como evacuados por algunas otras islas.
Otro evento explosivo ocurrió el 11 de abril de 2021. El primer ministro Gonsalves informó que ya no se podía suministrar agua a la mayor parte de la isla y que el espacio aéreo local se había cerrado debido a la contaminación del aire. Un funcionario agregó: "Estamos cubiertos de ceniza y fuertes aromas de azufre impregnan el aire. [T] amad las precauciones necesarias para permanecer seguros y saludables". La Fuerza de Defensa de Barbados fue enviada a la isla en una misión de "asistencia humanitaria y respuesta a desastres". La Red Internacional de Peligros para la Salud Volcánica advirtió que la ceniza es una "molestia" para las personas sanas, pero la ceniza y el gas de dióxido de azufre " podría afectar a los asmáticos y otras personas con enfermedades crónicas ".
Una fuente informó que a las 12:00 p. m. AST (16:00 UTC), "se había restablecido la energía", según los residentes. El ministro de Hacienda, Camillo Gonsalves, esperaba que unas 16.000 personas fueran desplazadas "durante unos tres o cuatro meses". También expresó su preocupación por el impacto en la agricultura de la isla, afirmando que "[la mayoría] de las cosechas ... se perderán y una cantidad incalculable de ganado". El ministro de Finanzas, Gonsalves, agregó que varias casas se derrumbaron bajo el peso de las cenizas.
Barbados, ubicada a unos 190 km (120 millas) al este de San Vicente, también se había visto afectada por las cenizas. La primera ministra Mia Amor Mottley declaró que Barbados necesitaba prepararse para semanas de caída de cenizas. En la tarde del 11 de abril, había cantidades importantes de ceniza en las carreteras de Barbados, y una asociación local de seguridad vial instó a los conductores a tener "extrema precaución" mientras conducían porque las carreteras eran "muy peligrosas". El aeropuerto internacional Grantley Adams de Barbados permaneció cerrado. El Centro de Investigaciones Sísmicas declaró el 13 de abril que Barbados seguiría viéndose afectada por la caída de cenizas "durante días" y, en el peor de los casos, durante "semanas".
Los informes del 12 de abril indicaron que el volcán entró en erupción nuevamente esa mañana y "continúa haciendo erupción explosiva", generando flujos piroclásticos. Según la SRC, "está destruyendo todo a su paso". Richard Robertson, del SRC, dijo que tanto la cúpula vieja como la nueva habían sido destruidas y que "se ha creado un nuevo cráter". Un informe de la tarde del 12 de abril indicó que "el suministro de energía y agua es intermitente en algunas comunidades".

## Esfuerzos de evacuación y socorro
La mitad norte de la isla fue la más afectada. Para el 12 de abril, 16.000 residentes habían evacuado las áreas de sus hogares; el primer ministro suplicó a los residentes que se habían negado a irse: "ya es hora de salir". Unas 3.200 personas vivían en refugios gubernamentales. Naciones Unidas afirmó que "unos 20.000 evacuados en la isla caribeña se encuentran actualmente en necesidad de albergue", y advirtió sobre una crisis humanitaria: "Estamos lidiando con una crisis dentro de la crisis del COVID". El informe agregó que "la mayoría de los medios de vida en la parte norte de la isla" se habían visto seriamente afectados. La organización estaba enviando agua y "suministros de higiene y saneamiento" desde Barbados. Los países vecinos también estaban proporcionando suministros de emergencia.
El Reino Unido anunció un paquete de financiación inicial de £ 200.000 para asistencia de emergencia inmediata y dijo que enviaría expertos técnicos para ayudar a "restaurar instalaciones vitales críticas, como enlaces de transporte ... y telecomunicaciones de emergencia". El gobierno de Trinidad y Tobago dijo que enviaría a 50 miembros de su Fuerza de Defensa, incluidos "ingenieros, infantería / preboste, médicos y logísticos". El Gobierno de Granada y otras empresas también han plegado para dar a San Vicente y las Granadinas más de 1 millón de dólares y otros artículos como alimentos y agua como parte de su apoyo para ayudar a San Vicente y las Granadinas a recuperarse de la erupción. El Primer Ministro de San Cristóbal y Nieves ofreció inmediatamente 20.000 dólares estadounidenses y prometió proporcionar 1 millón de dólares del Caribe Oriental "para ayudar con la evacuación y el reasentamiento", así como la asistencia de sus fuerzas de defensa y policía. El Gobierno de Montserrat anunció un paquete de ayuda de 150.000 dólares EC, así como suministros básicos. Digicel planeaba donar 500.000 dólares estadounidenses "por valor de artículos muy necesarios" y se ofreció a enviar artículos esenciales a San Vicente para el NEMO.
La Dirección General de Protección Civil Europea y Operaciones de Ayuda Humanitaria en Europa estaba considerando una petición de "ayuda financiera y en especie" de San Vicente y activó su Mecanismo de Protección Civil de la Unión (UCPM). La ONU acordó brindar asistencia del Programa de las Naciones Unidas para el Medio Ambiente para ayudar a eliminar los escombros y las cenizas y un portavoz dijo que estaría considerando la solicitud del Primer Ministro de otra asistencia, incluida la financiera.
La Oficina de Coordinación de Asuntos Humanitarios de las Naciones Unidas estimó a mediados de abril que el impacto financiero de la crisis sería de aproximadamente US $ 554 millones.
El 13 de abril, el Banco Mundial anunció que proporcionaría 20 millones de dólares de su Opción de retiro diferido para catástrofes "para apoyar al gobierno de San Vicente y las Granadinas".
Para el 15 de abril de 2021, existían grandes preocupaciones sobre COVID-19, alimentadas por la falta de agua y los casos positivos que se reportaron entre los evacuados hacinados en refugios y que viven en condiciones de hacinamiento en los hogares de las personas. Se informaron alrededor de una docena de casos de COVID-19, y se informó que muchos otros habían estado en estrecho contacto con ellos.